# ボルミダ
ボルミダ(イタリア語: Bormida)は、イタリア共和国リグーリア州サヴォーナ県にある、人口約400人の基礎自治体（コムーネ）。

## 地理

### 位置・広がり

#### 隣接コムーネ
隣接するコムーネは以下の通り。
- カーリチェ・リーグレ
- カリッツァーノ
- マッラレ
- オジーリア
- パッラーレ
- リアルト

### 地震分類
イタリアの地震リスク階級 (it) では、3 に分類される
。

## 行政

### 分離集落
ボルミダには、以下の分離集落（フラツィオーネ）がある。
- Chiesa (sede comunale), Piano Soprano, Piano Sottano